# Marian Cozma
Marian Cozma (n. 8 septembrie 1982, București - d. 8 februarie 2009, Veszprém) a fost un handbalist român, campion al României și Ungariei la handbal masculin și câștigător al Cupei Cupelor EHF.

## Viața și cariera sportivă
Marian Cozma a fost lansat în handbal de clubul bucureștean Dinamo București. Tatăl lui Marian, Petre, a fost cel care l-a îndrumat pe fiul său către acest sport, deoarece și el fusese handbalist.
Cozma a debutat în echipa mare a celor de la Handbal Club Dinamo București în sezonul 2002-2003. A participat, alături de echipa bucureșteană, în Cupa EHF. A evoluat la Dinamo până în anul 2006, timp în care a reușit să câștige campionatul României de handbal la finele sezonului 2004-2005. În 2006, Cozma s-a transferat în Ungaria, la KC Veszprém.
La Veszprém, Cozma a avut din nou șansa să participe în Liga Campionilor a Federației Europene de Handbal, marcând 17 goluri în meciurile din sezonul 2006-2007. În 2008, Cozma a câștigat pentru prima oară titlul de campion al Ungariei cu formația sa. Tot în același an, el a reușit să câștige primul trofeu european din carieră: Cupa Cupelor EHF, după o finală în care KC Veszprém a învins formația germană Rhein-Neckar Löwen.
În anul 2009, Marian Cozma a fost selecționat de către antrenorul naționalei României de handbal, Aihan Ömer, la turneul final al Campionatului Mondial de Handbal din Croația. Din păcate pentru Cozma, el nu a fost folosit prea mult, fiind titular doar în meciul cu Australia, în celelalte meciuri evoluând foarte puțin.
În momentul desfășurării Campionatului Mondial de Handbal, Cozma era cel mai înalt handbalist de la această competiție și chiar din lume, datorită înălțimii sale impresionante (2,11 m) el fiind poreclit de colegi „Păsărilă”. Cel mai bun prieten al handbalistului era Rareș Jurcă, component și el al echipei naționale de handbal a României.
După acest Campionat Mondial, Marian Cozma a declarat că nu va mai juca niciodată la echipa națională cât timp antrenor va fi Aihan Ömer. Visul lui era să ajungă la formația THW Kiel, unde dorea să fie coleg cu francezul Nikola Karabatić. Handbalistul era în tratative cu mai multe formații importante din Spania, vorbindu-se chiar de Barcelona, însă nu s-au realizat datorită decesului său tragic.
Când a fost înmormantat au venit peste 2000 de oameni ca să-l mai vadă pentru ultima dată pe Marian Cozma. 
Tatăl său Petre Cozma a înființat o asociație în memoria fiului său care se numește: Asociația Marian Cozma sau pe scurt AMC.

## Decesul
În noaptea de 7 spre 8 februarie 2009, Marian Cozma se afla în discoteca Patriota Lokal de pe strada Virág Benedek din orașul maghiar Veszprém împreună cu alți colegi, pentru a sărbători nașterea copilului unuia dintre colegii săi. A avut loc o altercație, Cozma fiind atacat de un grup de trei țigani, fiind înjunghiat de trei ori, inclusiv în inimă. Această plagă i-a cauzat decesul.
Alți doi colegi, croatul Ivan Pešić și sârbul Žarko Šešum au fost și ei atacați, primul fiind înjunghiat în rinichi, iar cel de-al doilea suferind un traumatism cranio-cerebral. Un alt handbalist maghiar, dar născut în România, Ferenc Ilyés, a încercat să-l salveze făcându-i respirație gură la gură, dar nu a reușit. Cozma mai fusese implicat într-un incident asemănător în 2005, când a fost înjunghiat de un grup de opt persoane, suporteri ai unei echipe adversare, la București, scăpând cu viață și reușind să revină în scurt timp pe teren.
În memoria lui Marian Cozma, Comitetul Director al Federației Române de Handbal a decis ca Centrul Național Olimpic de Excelență de la Sighișoara să poarte numele sportivului, iar în Veszprém s-a ridicat o statuie cu el aruncând la poartă.

## Palmares
- Campion al României (o dată): 2004-2005
- Campion al Ungariei (o dată): 2007-2008
- Cupa Ungariei (o dată): 2007
- Cupa Cupelor (o dată): 2008